# Чемульга (река)
Чемульга — река в России, протекает в Ингушетии и Чечне. Устье реки находится в 27 км по правому берегу реки Асса. Длина реки составляет 20 км, площадь водосборного бассейна — 48 км².

## Данные водного реестра
По данным государственного водного реестра России относится к Западно-Каспийскому бассейновому округу, водохозяйственный участок реки — Сунжа от истока до города Грозный. Речной бассейн реки — Реки бассейна Каспийского моря междуречья Терека и Волги.
Код объекта в государственном водном реестре — 07020001112108200005529.